# Yan Nepómniashchi
Yan Nepómniashchi (Ян Алекса́ндрович Непо́мнящий en ruso) (Briansk; 14 de julio de 1990) es un Gran Maestro de ajedrez ruso campeón de Rusia en 2010 y 2020.
En 2021, participó en el Campeonato Mundial como retador al título de campeón del mundo que ostentaba Magnus Carlsen desde 2013 hasta ese entonces.
En julio de 2022 ganó el torneo de Candidatos de la FIDE de 2022, ganando así dos torneos de Candidatos seguidos —logro conseguido anteriormente por sus compatriotas Vasili Smyslov en 1953 y 1956, Boris Spassky en 1965 y 1968, Victor Korchnoi en 1977 y 1980, y Anatoli Karpov en 1986 y 1989—, convirtiéndose nuevamente en el retador para el Campeonato Mundial de Ajedrez de 2023.
Nepómniachtchi no pudo tener su revancha contra Carlsen, pues el escandinavo renunció al título alegando desmotivación. De tal manera, se enfrentó al chino Ding Liren por la corona mundial, viéndose nuevamente derrotado por su adversario.

## Inicios
Ian Nepomniachtchi es un jugador que destacó desde muy joven. Ganó el Campeonato Europeo Júnior de ajedrez tres veces, en 2000 en la categoría sub-10, y en 2001 y 2002 en la categoría sub-12. También ganó el Campeonato Mundial Júnior en la categoría sub-12 en el año 2002. Tras ganar el Abierto de Aeroflot en Moscú en febrero de 2008, se clasificó para el torneo de ajedrez Dortmund Sparkassen de 2008, donde compartió el segundo puesto permaneciendo invicto.

## Carrera en el ajedrez
En 2010, en Rijeka, ganó el Campeonato de Europa Individual de ajedrez, con una puntuación de 9/11. El mismo año se proclamó campeón de Rusia venciendo a Serguéi Kariakin en el encuentro de desempate final.
En 2013 empató en el primer puesto con Oleksandr Moiséienko, Yevgueni Románov, Aleksandr Veliavski, Constantin Lupulescu, Francisco Vallejo Pons, Serguéi Movsesián,  Hrant Melkumyán, Alekséi Dréyev y Yevgueni Alekséiev en el Campeonato de Europa Individual de ajedrez.
Tras unos años en el que perdió su mejor nivel, en 2017 alcanzó el bronce en el campeonato del mundo de ajedrez rápido. Ya en 2018 siguió aumentando sus éxitos individuales con victorias en el Torneo Gideon Japhet Chess Memorial en Jerusalén y en el Torneo de Dortmund superando a jugadores como el ex-campeón mundial Vladimir Kramnik o jugadores como Georg Mayer o Nisipeaunu. 

### Retador en el Campeonato del Mundo de 2021
En el Gran Prix de Moscú llevado a cabo en el mes de mayo de 2019, ganó el torneo de entre 18 participantes con 9 puntos, permitiéndole su desempeño en el Gran Prix de la FIDE clasificar por primera vez al Torneo de Candidatos que da una plaza para enfrentarse al campeón del mundo en un torneo por el título mundial. 
Ganó el torneo de Candidatos 2020/2021 a falta de una ronda y ganó el derecho a luchar por el título de  Campeón Mundial de Ajedrez contra el campeón Magnus Carlsen en noviembre de 2021 en Dubái. En el Campeonato Mundial de Ajedrez 2021, perdió 7½-3½, de tal manera que no consiguió arrebatarle el título a Carlsen.

### 2022
En julio de 2022, volvió a ganar el torneo de candidatos a falta de una ronda por jugar, y sin perder ninguna partida, consiguiendo de esta manera optar al título de campeón mundial para 2023.
En este caso, Carlsen, el campeón defensor decidió no jugar el match por el título, por lo cual, Nepómniashchi deberá jugar el match contra el jugador que ocupa la segunda plaza en el Torneo de Candidatos, quien tras la última fecha se conoció que sería el chino Ding Liren.

### Campeonato del Mundo de 2023
Nepómniashchi tuvo una buena actuación en el Torneo de Candidatos de 2021,con 5 victorias y 9 tablas, obteniendo un puntaje de 9.5/14. Además, el ruso ostentaba el segundo puesto en el ranking de Elo (delante de Ding y detrás de Carlsen), y contaba con mayor experiencias en matches que su contrincante, con lo que tenía buenas perspectivas de cara al encuentro. Si bien las simpatías del público se hallaban divididas, primaba un sentimiento de frustración por la ausencia del mejor del mundo en el campeonato.
El encuentro se llevaría a cabo a 14 partidas clásicas, venciendo el primero en obtener 7½ puntos. Nepómniashchi jugaría con piezas blancas las partidas impares y negras en las pares. Tras un primer enfrentamiento que se saldó en empate, el ruso tomó la delantera en el marcador anotando su primer triunfo en la segunda partida, gracias al extraño movimiento 4. h3 de Ding. Este triunfo con piezas negras, sumado a la falta de energía manifestada por el chino, hicieron parecer que Nepómniashchi se lograría hacer con el título.
El desarrollo posterior fue tenso. Ding logró vencer el 4 juego e igualar el marcador. Nepómniashchi se puso por delante en el marcador en dos ocasiones más, mientras que su rival conseguía recomponerse de las derrotas e igualar el enfrentamiento 7-7, con lo que se debió recurrir a desempates jugando 4 partidas a ritmo rápido. Si el empate persistía en dicho ritmo, se proseguiría con encuentros a ritmo blitz.
Los primeros tres juegos de los desempates fueron tablas, y Nepómniashchi contaba con piezas blancas en el cuarto. El ruso podría haber estado satisfecho con el empate, pues se encontraba en mejor forma que su adversario a ritmo blitz. Sin embargo, Nepómniashchi cometió una serie de imprecisiones que dieron la ventaja a Ding, el cual también erraría movimientos clave. Cuando ambos contrincantes se hallaban presionados por serios apuros de tiempo, Nepómniashchi pudo obtener las tablas por jaque perpetuo, pero fue incapaz de hallar la línea que le permitía salvar la partida. Tras 68 movimientos, el ruso desistió y abandonó la partida, quedando relegado nuevamente al puesto de subcampeón.

### Selección rusa de ajedrez
Con la selección rusa también ha logrado una gran cantidad de éxitos colectivos entre los que destacan dos bronces en las olimpiadas de 2016 y las de 2018, una plata en la olimpiada de 2010 y el oro en 2020.